# Karl Frederick
Karl Frederick (Chateaugay (New York), 2 februari 1881 - 11 februari 1963) was een Amerikaans olympisch schutter.
Karl Frederick nam als schutter succesvol deel aan de Olympische Spelen van 1920. Hij won goud op de onderdelen 50 meter pistool, team 50 meter pistool en team 30 meter militair pistool. Hij nam ook deel aan het onderdeel 30 meter individueel pistool, maar won op dit onderdeel geen medaille. 
1896: Sumner Paine ·
1900: Karl Röderer ·
1908: Paul Van Asbroeck ·
1912: Alfred Lane ·
1920: Karl Frederick ·
1936: Torsten Ullman ·
1948: Edwin Vásquez ·
1952: Huelet Benner ·
1956: Pentti Linnosvuo ·
1960: Aleksej Goesjtsjin ·
1964: Väinö Markkanen ·
1968: Grigori Kosysj ·
1972: Ragnar Skanåker ·
1976: Uwe Potteck ·
1980: Aleksandr Melentjev ·
1984: Xu Haifeng ·
1988: Sorin Babii ·
1992: Kanstantsin Loekasjyk ·
1996: Boris Kokorev ·
2000: Tanjoe Kirjakov ·
2004: Michail Nestroejev ·
2008: Jin Jong-oh ·
2012: Jin Jong-oh ·
2016: Jin Jong-oh